# Yoko Misumi

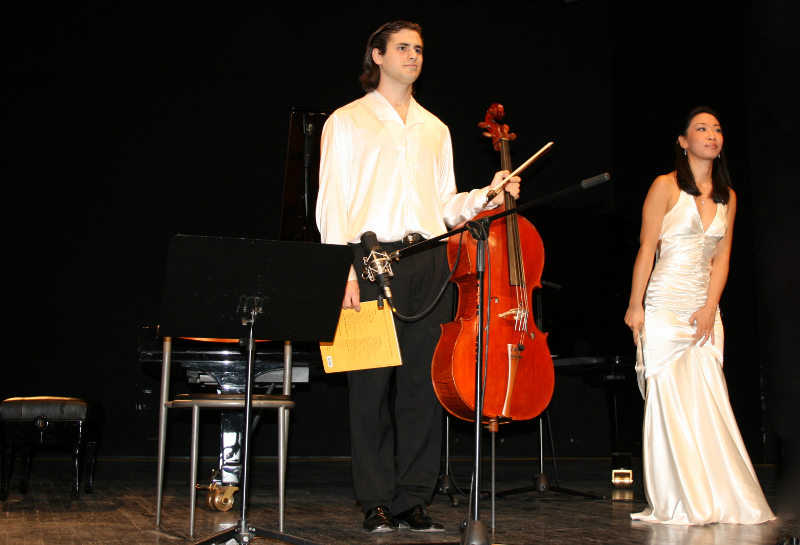
Stjepan Hauser e Yoko Misumi

Yoko Misumi é uma pianista clássica japonesa.
Atualmente, ela é integrante do The Greenwich Trio.

## Prêmios
- Vencedora do John Longmire Beethoven Competition,
- 2005 - Segundo lugar Beethoven Piano Society of Europe Intercollegiate Piano Competition, *2006 - Vencedora do Elizabeth Schumann Lieder competition
- 2007 - Vencedora do Leonard Smith & Felicity Young Duo Competition (empate com o violoncelista Stjepan Hauser).
- 2008 - Edgar Comley Prize for excellence
- Alfred Kitchin Piano Competition.  She is also a holder of
- Leverhulme Scholar, and was awarded numeral prizes such as
- TCM Founders’ Prize for musical accomplishments.

## Discografia
- 2011 - Stjepan Hauser - Christopher Ball: Cello Concerto No. 1[2]